# Gare de Montignies-sur-Sambre
La gare de Montignies-sur-Sambre est une gare ferroviaire belge de la ligne 140A, de Lodelinsart à Châtelet (fermée) située à Montignies-sur-Sambre, section de la ville de Charleroi. Fermée aux voyageurs dès 1925 et située sur une ligne fermant aux marchandises par étapes, en 1950 et 1960, elle est détruite et la ligne de métro M5 (inachevée) est réalisée en souterrain là où se situait la gare.

## Histoire
La station de Montignies-sur-Sambre est mise en service le 23 juin 1862 lorsque la Compagnie de l'Est belge ouvre la ligne de Lodelinsart à Châtelineau. Ce chemin de fer desservant plusieurs sites industriels au nord de Charleroi, vise aussi à relier entre-elles les lignes ferroviaires concédées de Charleroi (ville-basse) à Louvain — futures lignes 140 et 139 — et celles de Châtelineau à Morialmé et Givet — futures lignes 138 et 138A — dont la construction avait commencé avant la création par fusion de l'Est belge.
La fusion en 1864 de la Société du chemin de fer de l'Entre-Sambre-et-Meuse, de l'Est belge et d'autres chemins de fer privés dans les Flandres et aux Pays-Bas donne naissance au Grand Central Belge qui administre désormais les deux chemins de fer concurrents entre Charleroi et la vallée de la Meuse en France. Cette compagnie dispose d'un accès à la gare de Charleroi-Sud mais le raccordement direct de Marcinelle reliant entre-elles sans rebroussement cette gare avec Charleroi-Ouest n'existe pas encore ; il sera réalisé plus de 100 ans après. Le Grand Central est nationalisé en 1897 et l'Administration des chemins de fer de l'État belge érige un nouveau bâtiment de gare.
Les trains de voyageurs de la ligne 140A entre Lodelinsart et Châtelet sont supprimés pendant la Première Guerre mondiale. Ils sont seulement réinstaurés entre le 1er juin 1923 et le 1er juin 1924. Elle est formellement fermée aux voyageurs en 1925, un an avant que les Chemins de fer de l'État ne deviennent la SNCB.
La ligne ferme entre Charleroi-Nord et Lodelinsart en 1950 puis en 1960 entre Charleroi-Nord et l'embranchement charbonnier du Roctiau ; les voies de cette section incluant la gare de Montignies sont démontées pour 1962.
Reprise sous le nom de ligne 284, l'ultime portion de la ligne 140A, entre Châtelet et le Roctiau, ainsi que celle de la ligne 257, au départ de Gilly (Noir Dieu), sont déclassés en 1986. La ligne 140A ferme totalement en 1988.

## Patrimoine ferroviaire
Rien ne subsiste des installations de la gare. Le bâtiment des recettes d'origine, dont l'aspect est méconnu, est remplacé par l’État belge qui érige un bâtiment plan type 1895 qui se singularise par la disposition de son aile basse, de trois travées, prolongée par une extension d'une travée légèrement plus basse, ainsi que par sa construction avec un parement en blocs de couleur claire ; la quasi-totalité des gares de ce type ont une façade en briques apparentes.